# Pyrolycus jaco
Pyrolycus jaco — вид костистих риб родини бельдюгових (Zoarcidae). Глибоководний вид, що поширений на сході Тихого окаену. Відкритий у 2023 році.

## Поширення
Вид відомий лише у типовому місцезнаходженні. Чотири зразки були зібрані біля гідротермального джерела в улоговині Хако (біля узбережжя округу Хако провінції Пунтаренас, Коста-Рика). Зразки збирали або спостерігали разом із колоніями трубкових хробаків Lamellibrachia barhami та Escarpia spicata на глибинах 1604—1854 м.